# Liechtenstein nos Jogos Olímpicos de Verão de 1972
Liechtenstein participou dos Jogos Olímpicos de Verão de 1972 na cidade de Munique, na então Alemanha Ocidental. Nessa edição dos jogos o país não teve medalhistas.